# 謝慕韓
謝慕韓（?—?），江西省吉安府廬陵縣人，清朝政治人物、同進士出身。
光緒二十九年（1903年），参加光緒癸卯科殿試，登進士三甲第71名。同年閏五月，著交吏部掣签分发各省，以知县即用。